# Estação de Bruxelas Norte

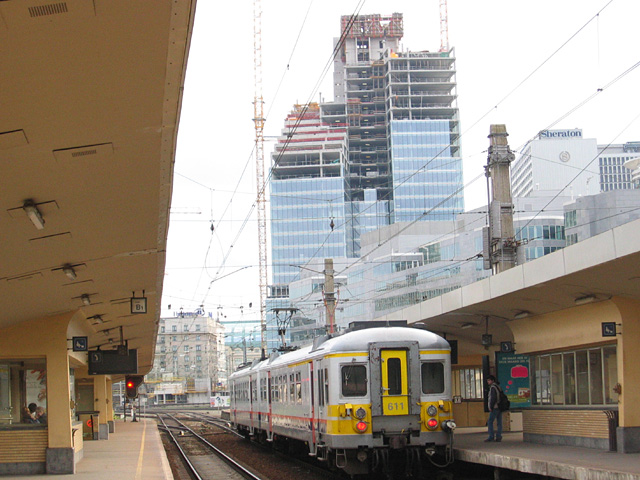
Estação de Bruxelas Norte

A Estação de Bruxelas Norte (em francês Gare de Bruxelles-Nord) ou simplesmente Estação do Norte (em francês Gare du Nord) é uma estação ferroviária da cidade belga de Bruxelas (Schaerbeek) inaugurada em 1952.

## Serviços aos passageiros

### Conexão
Em princípio, todos os trens internacionais e nacionais param nesta estação exceto os Thalys. A estação também é um nó importante da rede de transporte público de Bruxelas. É servido pela linha de pré-metrô norte-sul e várias linhas de ônibus da STIB e de De Lijn. Esses ônibus são destinados tanto à aglomeração de Bruxelas quanto à província vizinha. O nó de comunicação como um todo é chamado de Centre de Communication Nord (CCN).
- Trem IC: Oostende - Eupen
- Trem IC: Knokke/Blankenberge - Genk
- Trem IC: Quiévrain - Liège (na semana)
- Trem IC: Binche - Turnhout
- Trem IC: Charleroi-Sud - Antwerpen-Centraal
- Trem IC: Bruxelles-Midi - Luxembourg
- Trem IC: De Panne - Landen
- Trem IC: Bruxelles-Midi - Liège-Saint-Lambert (na semana)
- S1: Nivelles - Bruxelles-Midi - Mechelen
- S8: Bruxelles-Midi - Louvain-la-Neuve

### Intermodalidade
Este local é servido pela estação de pré-metrô Gare du Nord
- 3: Esplanade - Churchill
- 4: Gare du Nord - Parking Stalle
- 25: Rogier - Boondael Gare
- 32: Drogenbos Château - Da Vinci (unicamente à noite após as 20 horas)
- 55: Rogier - Da Vinci

Linhas de ônibus STIB:
- 14: UZ Brussel - Gare du Nord
- 20: Gare du Nord - Hunderenveld
- 57: Hôpital Militaire - Gare du Nord
- 58: Yser - Vilvorde
- 61: Montgomery - Gare du Nord

Linhas de ônibus Predefinição:Lingua:
- 126  Bruxelles-Nord - Ninove (ônibus rápido)
- 127  Bruxelles-Nord - Dilbeek - Liedekerke - Ninove
- 128  Bruxelles-Nord - Dilbeek - Ninove
- 129  Bruxelles-Nord - Dilbeek
- 212  Bruxelles-Nord - Aalst (ônibus rápido)
- 213  Bruxelles-Nord - Asse - Ternat - Aalst
- 214  Bruxelles-Nord - Asse - Aalst
- 230  Bruxelles-Nord - Grimbergen - Humbeek
- 231  Bruxelles-Nord - Het Voor - Grimbergen - Beigem
- 232  Bruxelles-Nord - Het Voor - Grimbergen - Verbrande Brug
- 240  Bruxelles-Nord - Wemmel Robbrechts
- 241  Bruxelles-Nord - Wemmel - Strombeek Drijpikkel
- 242  Bruxelles-Nord - Wemmel - Asse
- 243  Bruxelles-Nord - Wemmel - Zellik Drie Koningen
- 245  Bruxelles-Nord - Wemmel - Merchtem - Dendermonde
- 250  Bruxelles-Nord - Londerzeel - Liezele - Puurs
- 251  Bruxelles-Nord - Steenhuffel - Londerzeel - Puurs
- 260  Bruxelles-Nord - Nieuwenrode - Willebroek - Puurs
- 270  Bruxelles-Nord - Haacht - Keerbergen
- 271  Bruxelles-Nord - Kortenberg - Erps-Kwerps - Nederokkerzeel
- 272  Bruxelles-Nord - Aéroport de Bruxelles - Haacht - Bonheiden
- 318  Bruxelles-Nord - Sterrebeek - Leuven
- 351  Bruxelles-Nord - Kortenberg - Everberg - Leuven
- 355  Bruxelles-Nord - Ternat - Liedekerke
- 358  Bruxelles-Nord - Kortenberg - Leuven
- 410  Bruxelles-Nord - Tervuren - Leuven (ônibus rápido)
- 460  Bruxelles-Nord - Londerzeel - Willebroek - Boom (ônibus rápido)
- 461  Bruxelles-Nord - Tisselt - Boom (ônibus rápido)
- 462  Bruxelles-Nord - Bormen (ônibus rápido)
- 471  Bruxelles-Nord - Keiberg - Aéroport de Bruxelles (ônibus rápido)

### Diversos
A estação de Bruxelas Norte foi ilustrada em uma história em quadrinhos: Tintin au pays des Soviets de Hergé, 1930.